# Nåttålimjaure
Nåttålimjaure är en sjö i Jokkmokks kommun i Lappland och ingår i Råneälvens huvudavrinningsområde.